# Gottesdienst (Zeitschrift)
Die Zeitschrift Gottesdienst ist eine römisch-katholische pastoralliturgische Fachzeitschrift im deutschen Sprachraum und erscheint seit 1967 im Verlag Herder.

## Konzept
Der Inhalt von Gottesdienst ist in erster Linie von der Liturgiereform des Zweiten Vatikanischen Konzils geprägt. Die liturgische Erneuerung weiterzubringen, dazu die notwendigen Informationen bereitzustellen, Hintergründe aufzuhellen, Neues zu erklären und geistlich zu vertiefen ist von Anfang an das erklärte Ziel der Zeitschrift.
Die Beiträge umfassen Anregungen zu einer liturgischen Feierkultur, praktische Vorschläge zu einzelnen Feiern, vertiefende Beiträge zu den theologischen, historischen und spirituellen Grundlagen der Liturgie, Informationen über Hintergründe und Tendenzen, Perspektiven für mittelfristige und längere Entwicklungen und Hinweise auf nützliche und weiterführende Literatur.
Erklärte Zielgruppe der Zeitschrift sind alle, die für das gottesdienstliche Leben Verantwortung tragen oder sich für liturgische Fragen interessieren: Priester und Diakone, Pastoralassistenten, Gemeindereferenten, Kirchenmusiker, Religionslehrer, Gottesdienstbeauftragte sowie Mitglieder von Liturgiekreisen und Pfarrgemeinderäten.

## Geschichte
Im Zuge der Liturgiereform des Zweiten Vatikanischen Konzils kam schnell die Frage auf, wie man die Seelsorger als wichtigste Träger ihrer Umsetzung über die aktuellen Entwicklungen auf dem Laufenden halten könnte. Die Liturgische Kommission der Fuldaer Bischofskonferenz beschloss daraufhin auf ihrer 23. Sitzung  (9.–12. September 1965) die Schaffung eines eigenen „Nachrichtenblattes für den Klerus“. Man entschied sich letztlich für eine Halbmonatszeitschrift, die von den Liturgischen Instituten in Salzburg, Trier und Freiburg/Schw. herausgegeben werden sollte. Als Sitz der Redaktion wurde 1966 Trier vereinbart, um den engen Kontakt mit dem dortigen Liturgischen Institut zu gewährleisten. Die erste Ausgabe von Gottesdienst erschien am 29. Juni 1967 als „Vorausnummer“, am 5. Oktober 1967 wurde die erste reguläre Nummer herausgegeben.
Seit Ausgabe 23–24/2017 liegt die Zeitschrift in neuem Layout und mit erweitertem Konzept vor. Zu den wissenschaftlichen Fachartikeln kamen Praxisseiten im Innenteil hinzu, die aus der Schwesterzeitschrift praxis gottesdienst übernommen wurden (Gottesdienstmodelle, Einführungen in die Schriftlesungen u. a.).
Als Redaktionsbeirat fungieren zurzeit Weihbischof Jörg Michael Peters, Hubert Lenz, Christoph Freilinger, Martin Conrad und Sabine Müller.

## Hauptschriftleitung
- 1967–1968: Josef Seuffert[7]
- 1969–1977: Heinrich Haug[8]
- 1977–1979: Nikolaus Föhr[9]
- 1979–1984: Werner Hahne[10]
- 1984–2013: Eduard Nagel[11]
- 2013–2015: Benjamin Leven[12]
- 2015–0000: Manuel Uder (2015 bis 2017 kommissarisch)[13]